# Nga Thắng
Nga Thắng là một xã thuộc huyện Nga Sơn, tỉnh Thanh Hóa, Việt Nam.

## Thông tin địa lý
Xã Nga Thắng có diện tích: 6,99 km². Theo Tổng điều tra dân số năm 1999, xã Nga Thắng có dân số 4.200 người.
Xã Nga Thắng nằm ở phía bắc huyện Nga Sơn. Địa giới hành chính như sau: 
- Phía đông giáp xã Nga Văn, huyện Nga Sơn;
- Phía nam giáp xã Nga Phượng, huyện Nga Sơn;
- Phía tây giáp các xã Hà Hải và Hà Châu, huyện Hà Trung;
- Phía bắc giáp xã Ba Đình, huyện Nga Sơn.

Từ xa xưa trên địa bàn xã này có tuyến kênh Nhà Lê nối từ  kinh đô Hoa Lư đến Đèo Ngang đi qua, là tuyến đường thủy đầu tiên trong lịch sử Việt Nam và được coi là tuyến đường Hồ Chí Minh trên sông vì những đóng góp cho các cuộc chiến tranh của người Việt (hiện là một đoạn của sông Hoạt theo tên gọi địa phương).

## Hành chính
Năm 1977, huyện Nga Sơn sáp nhập với huyện Hà Trung thành huyện Trung Sơn, xã Nga Thắng thuộc huyện Trung Sơn. Năm 1982 huyện Trung Sơn chia tách thành hai huyện như cũ, xã Nga Thắng lại thuộc huyện Nga Sơn.
Xã Nga Thắng ngày nay gồm các làng (thôn):
| STT | Tên thôn/xóm/ấp/khu phố | Mã bưu chính |
| --- | ----------------------- | ------------ |
| 1   | Thôn 1                  | 443981       |
| 2   | Thôn 2                  | 443982       |
| 3   | Thôn 3                  | 443983       |
| 4   | Thôn 4                  | 443984       |
| 5   | Thôn 5                  | 443985       |
| 6   | Thôn 6                  | 443986       |
| 7   | Thôn 7                  | 443987       |
| 8   | Thôn 8                  | 443988       |